# تيرينس ماكان
تيرينس ماكان (بالإنجليزية: Terrence McCann)‏ هو مصارع هاوي أمريكي، ولد في 23 مارس 1934 في شيكاغو في الولايات المتحدة، وتوفي في 7 يونيو 2006 في كاليفورنيا في الولايات المتحدة بسبب سرطان.

## وصلات خارجية
- تيرينس ماكان على موقع أوليمبيديا (الإنجليزية)